# Andrij Brodij
Andrij Brodij, ukr. Андрій Бродій (ur. 2 lipca 1895 we wsi Kywiażd pod Irszawą na Zakarpaciu, zm. 7 grudnia 1946 w Użhorodzie) – rusiński polityk czechosłowacki okresu międzywojennego, orientacji moskalofilskiej, premier autonomicznej Ukrainy Karpackiej (1938), nauczyciel.

## Życiorys
Urodził się w bogatej rodzinie chłopskiej, jego ojciec pracował w USA. W 1914 ukończył seminarium nauczycielskie w Użhorodzie i rozpoczął pracę w zawodzie nauczyciela.
W czasie I wojny światowej został powołany do armii austro-węgierskiej, walczył, był ranny.
Zwolennik moskalofilskiej orientacji narodowościowej oraz prowęgierskiej orientacji państwowej wśród Rusinów na Zakarpaciu; współpracownik greckokatolickiego biskupa mukaczewskiego Aleksandra Stojki. Był członkiem Towarzystwa im. Duchnowycza i jednym z założycieli Włościańskiego Związku Autonomicznego, którego przywódcą został w latach 30.
Od 11 października do 25 października 1938 pierwszy premier rządu autonomicznej Ukrainy Karpackiej. Aresztowany przez władze czechosłowackie za poparcie dla przyłączenia Rusi Zakarpackiej do Królestwa Węgier. Po aneksji Karpato-Ukrainy przez Węgry w marcu 1939 został wraz z innymi przywódcami Włościańskiego Związku Autonomicznego dokooptowany w maju 1939 do parlamentu węgierskiego w Budapeszcie, jako poseł jego izby niższej, bez przeprowadzenia wyborów. Wydawał na Zakarpaciu gazetę „Русская правда” (1939-1940) i „Русское слово” (1940-1944).
29 listopada 1945 został aresztowany przez NKWD. W maju 1946 skazany na karę śmierci przez sowiecki sąd za współpracę z rządem Horthego. Został rozstrzelany 11 czerwca 1946 (według innych źródeł 7 grudnia tego roku). Pochowany w Użhorodzie.